# She Got Me
是瑞士男歌手盧卡·漢尼的歌曲。由乔恩·霍尔格伦（Jon Hällgren）、卢卡斯·霍尔格伦（Lukas Hällgren）擔任製作，弗雷澤·麥克（Frazer Mac）、乔恩·霍尔格伦、詹森·沃恩（Jenson Vaughan）、劳瑞尔·巴克（Laurell Barker）、盧卡·漢尼、卢卡斯·霍尔格伦共同創作，於2019年3月8日透過Muve發行單曲，收錄在他第五張錄音室專輯《110 Karat》。歌曲代表瑞士參與2019年以色列特拉維夫舉辦的2019年歐洲歌唱大賽，漢尼最終以364分獲得比賽第4名，是该国自1993年來的最好成績。

## 製作
由乔恩·霍尔格伦（Jon Hällgren）、卢卡斯·霍尔格伦（Lukas Hällgren）擔任製作，弗雷澤·麥克（Frazer Mac）、乔恩·霍尔格伦、詹森·沃恩（Jenson Vaughan）、劳瑞尔·巴克（Laurell Barker）、盧卡·漢尼、卢卡斯·霍尔格伦共同創作。歌曲以b小調創作，時長3分1秒，每分鐘97拍，是首有著中東元素的流行舞曲。漢尼表示歌曲旨在「為生活散播點歡樂」，他還提到希望和大家分享對音樂和舞蹈的熱情。

## 歐洲歌唱大賽

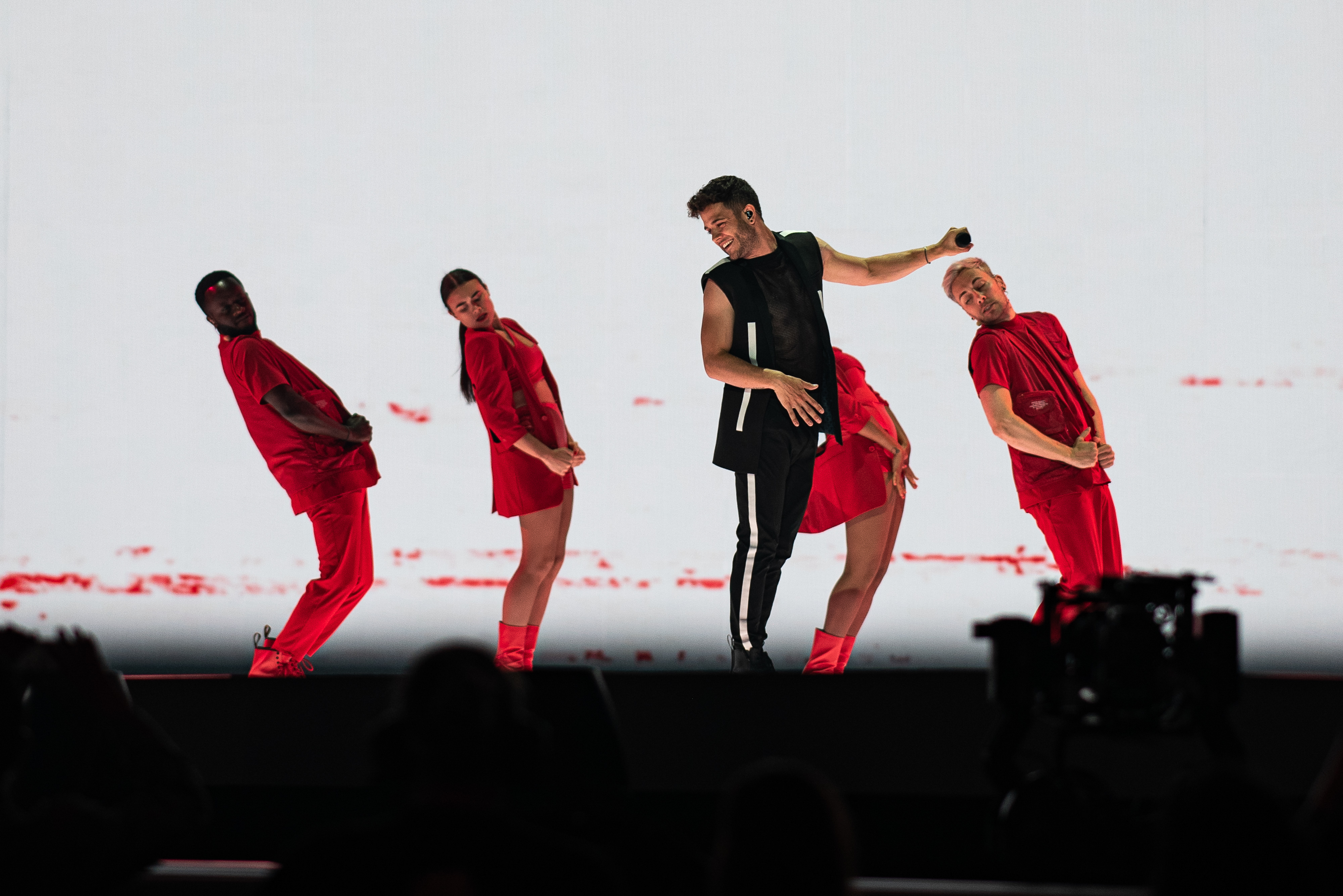
盧卡·漢尼在2019年欧洲歌唱大赛

面對2019年的比賽，瑞士广播电视集团（SRG SSR）放棄過往舉行全國比賽的徵選方式，改用內部選擇。本次評選除了SRG SSR的評審團，還開放100名瑞士公民參與評選。2019年3月，SRG SSR宣布將由盧卡·漢尼代表瑞士出戰2019年歐洲歌唱大賽。
經過「半決賽分配抽籤」，被安排在5月16日舉行的第二場半決賽（Semi-final 2）。根據節目製作人的安排，漢尼是第4位上場選手。最終，漢尼以232分的成績獲得第二場半決賽季軍，成功進入決賽。在決賽，以360分獲得2019年歐洲歌唱大賽第4名，但由於白俄羅斯的失誤，導致比賽計分出現問題。經過重新計算的瑞士分數為364分，名次維持不變。

## 專業評價
廣受好評，被「歐視愛好者總會（OGAE）」評選為第二喜歡的作品，僅次義大利。是這屆眾多受Fuego影響的歌曲之一。TellyStats認為是這當中最好的歌曲，TV Gids則稱漢尼的乾淨歌聲，是許多選手無法比擬的。在Wiwibloggs的內部評審團評價，歌曲獲得歌曲8.11/10分，一派評審團稱讚這首歌曲作工精細，與漢尼的性感舞姿無比契合。表示「如果說去年屬於艾勒尼·弗雷拉的，那今年肯定是盧卡·漢尼」；但一派則認為歌曲的原創性太低，不過是首男版。義大利《新闻报》認為這是首簡單的流行音樂，不可否認他符合大多數歐洲歌唱大賽粉絲的喜好。歌曲獲得瑞士音樂獎提名。

## 參與名單
人員名單來自YouTube簡介。
- 製作人 – 乔恩·霍尔格伦、卢卡斯·霍尔格伦
- 作詞 – 弗雷澤·麥克、乔恩·霍尔格伦、詹森·沃恩、劳瑞尔·巴克、盧卡·漢尼、卢卡斯·霍尔格伦
- 作曲 – 弗雷澤·麥克、乔恩·霍尔格伦、劳瑞尔·巴克、盧卡·漢尼、卢卡斯·霍尔格伦
- 混音 – 乔恩·霍尔格伦、蒂姆·拉爾松

## 排行和銷量認證
| 排行榜（2019年）                             | 排名 |
| -------------------------------------------- | ---- |
| 奧地利（Ö3四十強單曲榜）                     | 26   |
| 比利时佛兰德（Ultratop榜外單曲榜）           | 20   |
| 比利時瓦隆（Ultratop榜外單曲榜）             | 36   |
| 愛沙尼亞（Eesti Tipp-40）                    | 5    |
| 歐洲（《告示牌》Euro Digital Song Sales）    | 6    |
| 芬蘭（《告示牌》Finland Digital Song Sales） | 3    |
| 德國（德國官方單曲榜）                       | 62   |
| 希臘（國際唱片業協會希臘分會國際單曲榜）     | 10   |
| 冰島（Plotutidindi）                         | 2    |
| 愛爾蘭（愛爾蘭唱片音樂協會单曲榜）           | 77   |
| 立陶宛（AGATA）                              | 4    |
| 荷蘭（百大單曲榜）                           | 47   |
| 挪威（世道單曲榜）                           | 38   |
| 波蘭（波蘭百大電台榜）                       | 42   |
| 蘇格蘭（官方榜单公司單曲榜）                 | 45   |
| 西班牙（西班牙音樂製作協會）                 | 65   |
| 瑞典（瑞典最熱榜）                           | 35   |
| 瑞士（瑞士热门音乐榜）                       | 1    |
| 瑞士（Media Control法語區榜）                | 1    |
| 英國（官方榜单公司下載榜）                   | 32   |

| 排行榜（2019年）       | 排名 |
| ---------------------- | ---- |
| 冰島（Plotutidindi）   | 47   |
| 瑞士（瑞士熱門音樂榜） | 10   |

| 國家或地區                     | 認證 | 認證單位/銷量 |
| ------------------------------ | ---- | ------------- |
| 瑞士（國際唱片業協會瑞士分會） | 白金 | 20,000‡       |
| ‡僅含認證的串流媒體+實際銷量   |      |               |